# لودفيغ الأول دوق هسن الأكبر
لودفيغ الأول دوق هسن الأكبر (برنتسلاو؛14 يونيو 1753 - دارمشتات؛ 6 أبريل 1830)؛ أصبح لاندغراف هسن-دارمشتات كـ لودفيغ العاشر،   ومنذ 1806 أصبح أول دوق هسن والراين الأكبر تزامناً مع انحلال الإمبراطورية.

## النشأة
وُلِد لودفيغ في 14 يونيو 1753 كطفل ثالث وابن البكر لوالديه لاندغراف لودفيغ التاسع لاحقًا من هسن-دارمشتات، وزوجته الكونتيسة كارولين دي بالاتينات-تسفايبروكن (عمة في المستقبل ماكسيمليان يوزف الأول ملك بافاريا)؛ ولد في برنتسلاو بمقاطعة براندنبورغ التابعة للمملكة بروسيا، حيث كان والده يخدم في الخدمة العسكرية البروسية، نشأ الأطفال مع والدتهم في بلدة بوكسويلير التي كانت في السابق مقر إقامة كونتات هاناو-ليختنبيرغ، بينما استقر الأب بشكل أساسي في بلدة بيرمازنز وذلك ليكون قريب من الخدمة العسكرية، في عام 1766 مع بلوغه الثلاثة عشر عاماً انتقل بلاط والدته إلى دارمشتات، شمل أشقائه كارولين لاندغرافين هسن-هومبورغ وفريديريكه لويزه ملكة بروسيا وأمالي أميرة بادن الوراثية والدوقة الكبرى ناتاليا ألكيسييفنا من روسيا ولويزا أوغستا دوقة فايمار-إيزنباخ الكبرى، ومع وفاة جده في 17 أكتوبر 1768 خلفه والده، وأصبح لودفيغ نفسه وريثًا لأراضي بلقب أمير بالوراثة.
درس لودفيغ في جامعة لايدن من عام 1769 وقام بعد ذلك بجولته الكبرى وصولاً إلى لندن وباريس، وفي فرنسا التقى بعض الفلاسفة من أمثال جان لو رون دالمبير ودينيس ديدرو اللذان كانا من الشخصيات البارزة في عصر التنوير ومحرري أول الموسوعة، وفي عام 1773 سافر مع الكاتب والناقد فريدرش ملكيور جريم إلى بلاط فريدرش الكبير في بروسيا، حيث تزوجت أخته فريدريكه لويزه من الوريث المفترض فريدرش فيلهلم، ثم سافر إلى روسيا حيث حضر في عام 1773 حفل زفاف أخته الثانية فيلهلمينه لويزه في سانت بطرسبرغ من وريث العرش الروسي الدوق الأكبر بافل، وكذلك أصبح جنرالاً روسياً وفي عام 1774 قاتل في الحرب الروسية التركية، وفي نفس العام انضم إلى إحدى محافل ماسونية في موسكو .

## الزواج
في عام 1776 أصبح مخطوبة من صوفي دوروثيا ابنة دوق فورتمبيرغ لاحقاً، ولكن تم فسخ الخطوبة حتى تتمكن صوفيا دوروثيا من زواج بصهره الأرمل مؤخرًا الدوق الأكبر بافل، ابن ووريث كاثرين الثانية إمبراطورة روسيا، ولكنه حصل على تعويض نقدي عند فسخ الخطوبة.
بعد هذه الحادثة المهينة أمضى لودفيغ الصيف في بلاط شقيقته لويز في دوقية ساكس-فايمار حيث التقى مع جوهان فولفغانغ فون غوته، حتى بعد استقراره، كان لودفيغ دائما تواصل مع بلاط فايمار وغوته، وكذلك مع فريدرش فون شيلر، وأخيراً تزوج لودفيغ من الأميرة لويز من هسن-دارمشتات ابنة عمه الأمير غيورغ فيلهلم في 19 فبراير 1777 بدارمشتات، عاش الزوجان بالتناوب في دارمشتات وفورستنلاغر أورباخ، كان لديهم ثمانية أطفال.

## الحكم
خلف لودفيغ في منصب لاندغراف هسن-دارمشتات بعد وفاة والده في عام 1790، استطاع بتوسيع كبير في أراضي هسن-دارمشتات وذلك بعد إعادة التنظيم الإمبراطوري في 1801-1803، وحصل على دوقية وستفاليا التي كانت تحت سيطرة رئيس أساقفة كولونيا مسبقاً، وأصبح متحالفًا مع نابليون الأول إمبراطور فرنسا، بحيث رُقي في عام 1806 إلى لقب دوق هسن الأكبر وانضم إلى اتحاد الراين بعد تفكيك الإمبراطورية، وخلال مؤتمر فيينا عام 1815/14، اضطر لودفيغ للتخلي عن أراضيه في وستفاليا، ولكن تم تعويضه بالضفة اليسرى من منطقة الراين، بسبب هذه الإضافة قام بتعديل لقبه إلى دوق هسن والراين، توفي الدوق الأكبر لودفيغ الأول عن عمر يناهز 76 عامًا في 6 أبريل 1830 في عاصمته دارمشتات. خلفه ابنه الأكبر لودفيغ الثاني في منصب الدوق الأكبر .

## الذرية
في 19 فبراير 1777 تزوج لودفيغ من ابنة عمه الأميرة لويز من هسن-دارمشتات (15 فبراير 1761 - 24 أكتوبر 1829)؛ كان لديهم ثمانية أطفال:-
- لودفيغ، لاحقًا الدوق الأكبر لودفيغ الثاني من هسن (26 ديسمبر 1777 - 16 يونيو 1848)؛ تزوج من ابنة عمته فيلهلمين من بادن، لديهم ذرية.
- لويز (16 يناير 1779 - 18 أبريل 1811). تزوج لودفيغ من أنهالت-كوثن، لديهم ذرية.
- لودفيغ غيورغ كارل فريدرش (31 أغسطس 1780 - 17 أبريل 1856).؛ متزوج من كارولين توروك دي زندرو، لديهم ذرية.
- فريدرش أوغست كارل (14 مايو 1788 - 16 مارس 1867).
- بنات توأم (11 مايو 1789).
- إميل (3 سبتمبر 1790 - 30 أبريل 1856).
- فرديناند غوستاف فيلهلم فريدرش (18 ديسمبر 1791 - 30 يناير 1806).